# Tola Dorian
Kapitolina Sergueïevna Mestcherskaïa (en russe : Капитолина Сергеевна Мещерская, princesse Mestchersky ; née le 8 juillet 1839 à Saint-Pétersbourg dans l'Empire russe et morte en janvier 1918, dans l'Isère) est une poétesse et romancière française d'origine russe connue sous le nom de Tola Dorian.

## Biographie

### Famille
Elle est la fille aînée de Sergueï Ivanovitch Maltsov (1810-1893), riche industriel de la région de Briansk et d'Anastasia Nikolaevna Urusova (1820-1894),. Elle épousa en premières noces en 1859, le prince Nikolaï Vasiljevich Mestchersky, avocat.
À la suite de son divorce, elle vint en France en 1872, et épousa en secondes noces le 6 septembre 1877 dans le 9e arrondissement de Paris, Charles Dorian, homme politique — d'où son nom de plume de Tola Dorian (Tola étant le diminutif du prénom russe Kapitolina). De ce mariage naîtra une fille :
- Dora Dorian (née le 26 octobre 1875 à Florence - morte le 25 décembre 1951 à Boulogne-Billancourt), mariée en premières noces avec Jean Ajalbert puis en secondes noces avec Georges Hugo, avec postérité.

### Carrière
Elle publia des poèmes en russe à Genève en 1879, puis une traduction en français des œuvres de Percy Bysshe Shelley (dont Les Cenci en 1883, Hellas en 1884 et Prométhée en 1885). Écrivant dès lors en français, elle toucha à tous les genres : nouvelles, théâtre, poésie.
Tola Dorian est l’une des poètes du XIXe siècle les plus puissantes[non neutre] et son admiration de l'art se reflétait dans ses œuvres. Toutes ces qualités sont la base de son talent qui rend ses œuvres plus originales. S’il y a une chose à souligner de Tola Dorian, c’est sans aucun doute c’est sa façon rigoureuse d’utiliser le langage, car nous pouvons observer dans ses œuvres un langage déterminé qui reflète parfaitement la personnalité de l’auteur. Mais ce n’est pas un langage facile à comprendre, et il est plein de néologismes. Tola Dorian est une auteure qui se surpasse, mais qui n’a jamais eu assez de succès pour mériter sa polyvalence. Les grandes entreprises rejetaient la façon d’écrire de l’auteure en question. Son problème était que ses œuvres étaient trop vastes pour ce qu’ils attendaient d’une femme écrivain et qu’elles choquaient trop le lecteur.[réf. nécessaire]
Elle acquiert une position importante dans le monde littéraire parisien et aurait fréquenté le salon de Victor Hugo. Proche de Paul Fort, elle subventionne financièrement plusieurs théâtres, dont le théâtre libre ou encore le théâtre d'art. Elle participe financièrement à la création de Pelléas et Mélisande, de Maurice Maeterlinck (mise en scène de Lugné-Poe),.
Elle fonde une revue en janvier 1890 avec Rodolphe Darzens, la Revue d'aujourd'hui, qui ne connut que quinze numéros cette année-là et fut arrêtée.

## Œuvres
- Poèmes lyriques, 1888 (lire en ligne)
- Âmes slaves, 1890
- Vespérales, 1894
- Roses remontantes, 1897
- L'Ensorceleuse, 1902
- Le Semeur de la mort, 1910

Théâtre
- Tamara, 26 mai 1891, Théâtre d'Application
- Domitien le précurseur, George Carel
- La revanche de l'aigle, 1905
- L'ensorceleuse
- Virginité fin de siècle
- Mineur et soldat, 1896
- Mater
- Hulan, 1904, au théâtre de Belleville[8]

Roman, nouvelle
- Félicie Ariescalghera
- L'Invincible Race, nouvelles, illustrées par Henri Bellery-Desfontaines, Paris, Édouard Pelletan, 1899.

Traductions
- Les cenci de Percy Bysshe Shelley
- Hellas de Percy Bysshe Shelley
  - Données BNF